# 15.º Grupo de Reconocimiento
El 15° Grupo de Reconocimiento (Aufklärungs-Gruppe. 15) fue una unidad militar de la Luftwaffe de la Alemania nazi.

## Historia
Formada el 1 de octubre de 1937 en Göppingen desde el Grupo de Estado Mayor/115° Grupo de Reconocimiento. Disuelta el 1 de noviembre de 1938.

## Comandantes de Grupo
- Mayor Albert Müller-Kahle – (1 de octubre de 1937 – 1 de noviembre de 1938)

## Grupo de Estado Mayor (Stab)
Formada el 1 de octubre de 1937 en Göppingen desde el Grupo de Estado Mayor/115° Grupo de Reconocimiento. Disuelta el 1 de noviembre de 1938.

## Bases
| 1 de octubre de 1937 – 1 de noviembre de 1938 | Göppingen | He 45 y el He 46 |

## 1° Escuadra (H)
Formada el 1 de octubre de 1937 en Göppingen desde la 1° Escuadra/115° Grupo de Reconocimiento. El 1 de noviembre de 1938 como la 1° Escuadra/13° Grupo de Reconocimiento.

## Bases
| 1 de octubre de 1937 – 1 de noviembre de 1938 | Göppingen | He 45 y el He 46 |

## 2° Escuadra (H)
Formada el 1 de octubre de 1937 en Göppingen desde la 2° Escuadra/115° Grupo de Reconocimiento. El 1 de noviembre de 1938 como la 2° Escuadra/13° Grupo de Reconocimiento.

## Bases
| 1 de octubre de 1937 – 1 de noviembre de 1938 | Göppingen | He 45 y el He 46 |

## 3° Escuadra (H)
Formada el 1 de octubre de 1937 en Göppingen desde la 3° Escuadra/115° Grupo de Reconocimiento. El 1 de noviembre de 1938 como la 3° Escuadra/13° Grupo de Reconocimiento.

## Bases
| 1 de octubre de 1937 – 1 de noviembre de 1938 | Göppingen | He 45 y el He 46 |

## 4° Escuadra (H)
Formada en 1938 en Göppingen. El 1 de noviembre de 1938 como la 4° Escuadra/13° Grupo de Reconocimiento.

## Bases
| 1 de octubre de 1937 – 1 de noviembre de 1938 | Göppingen | He 45 y el He 46 |